# 弗里茨·普拉廷

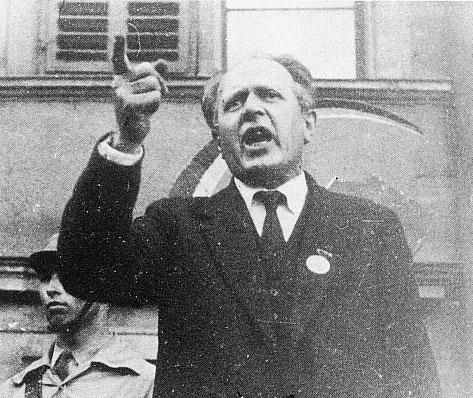
弗里茨 · 普拉廷，1930年前後

弗里茨·普拉廷（德語：Fritz Platten，1883年7月8日—1942年4月22日），是瑞士的共产主義者，生于圣加仑舊天主教會家庭。 

## 生涯
第二国际瓦解之後，普拉廷加入齊美爾瓦爾德運動，成为一名共产党员。 
弗里茨‧普拉廷，以身為協助列宁在二月革命后自瑞士返回俄罗斯的主要推動者而知名。由于第一次世界大战，列寧的回歸之旅不容易安排，但列宁與他的夥伴乘坐密封火车车順利穿越德国。随后他们乘坐渡轮前往瑞典。瑞典共产党领导者們奥托·格日姆倫 、圖雷‧尼曼、卡爾·林德哈根和Fredrik Ström在斯德哥尔摩迎接列寧一行人。他们与普拉廷一起计划了这次旅行。接著，继续搭乘火車通过瑞典北部和芬兰返回俄罗斯和圣彼得堡 。 
普拉廷参與建立共产国际。作为瑞士共产党的代表，普拉廷在苏联度过許多日子。 
1918年1月14日，當列宁座车在彼得格勒遭到袭击时， 普拉廷亦在現場。當時，兩人正在发表公开講话的歸程。 襲擊發生時，「普拉廷从抓住列宁頭，並将他推倒......当普列廷以身保護列宁时，被子弹擦伤，手沾滿鮮血。」

## 婚姻
普拉廷与瑞士的Bertha Zimmermann（1902-1937）结婚。1935年，她在莫斯科共产国际国际联络部工作，担任国际联络部总部（共产国际最秘密部分）的快递部门负责人。 

## 死亡
普拉廷於1930年代大清洗受害。普拉廷于1938年被捕，并於1939年囚禁在尼揚多馬附近的集中營，1942年4月22日在該地受到枪決。 斯大林死后，普拉廷方得以回復名譽。 